# 周霖 (弘治進士)
周霖（1462年—？），字希說，陝西西安府乾州人，軍籍，明朝政治人物。

## 生平
陝西鄉試第三十五名舉人。弘治九年（1496年）中式丙辰科會試第二百八十六名，三甲第四十五名進士。正德初为監察御史，黨附同乡劉瑾，五年（1510年）九月外放为饶州府知府，十年十一月考察调用，降徽州府同知。

## 家族
曾祖周貴；祖父周鏞；父周瑄，教諭。母陳氏；繼母費氏。具庆下。弟周震、周霂。